# سیارک ۹۸۴۲
سیارک ۹۸۴۲ (به انگلیسی: 9842 Funakoshi، نامگذاری:1989AS1) نه هزار و هشتصد و چهل و دومین سیارک کشف شده‌است که در ۱۵ ژانویه ۱۹۸۹ کشف شد.
قدر مطلق سیارک برابر ۲۵.۷ است.